# Schön Klinik Eckernförde
Die Schön Klinik Eckernförde (vorher: Imland Klinik Eckernförde, davor: Kreiskrankenhaus Eckernförde) ist ein Krankenhaus in Eckernförde mit 12 Fachabteilungen. Es verfügt über 216 Betten (Stand Januar 2023) und gehört seit dem 1. August 2023 zur Münchner Schön-Klinik-Gruppe.

## Geschichte
Das erste Krankenhaus in Eckernförde wurde 1874 eröffnet. Ortsansässige Ärzte konnten dort ihre Patienten behandeln. Platz war für 34 Patienten vorhanden. Für den Betrieb gründete der Vaterländische Frauenverein, Vorläufer der Schwesternschaften des Deutschen Roten Kreuzes, eine Stiftung. 1927 wurden Operationssäle, Röntgenzimmer samt Dunkelkammer in einem neuen Anbau eingerichtet.
Nach vorhergehenden finanziellen Schwierigkeiten des Kreises Eckernförde konnte erst im September 1962 der Neubau des Krankenhauses in Betrieb genommen werden. Der Bau eines Schwesternwohnheims in der Nachbarschaft folgte.
1970 wurde ein Alten- und Pflegeheim mit insgesamt 60 Betten neu errichtet. 1984 entstand in einem weiteren Neubau 60 Wohnungen für betreutes Wohnen.
1977 erhöhte ein Erweiterungsbau die Bettenkapazität auf 244 Betten.
Nach dem Zusammenschluss der Kreiskrankenhäuser Rendsburg und Eckernförde 1993 übernahm die Sana Kliniken AG die Geschäftsführung.
2010 wurde die Imland gGmbH gebildet, zu der die Kliniken Rendsburg und Eckernförde, die psychiatrischen Tageskliniken Rendsburg und Eckernförde, sowie das Medizinische Versorgungszentrum (MVZ) am Krankenhaus Eckernförde gehörten. Das Krankenhaus war Teil des 6K-Verbundes der schleswig-holsteinischen Krankenhäuser und ein Akademisches Lehrkrankenhaus der Christian-Albrechts-Universität zu Kiel. Mit dem Eigentümerwechsel zur Schön Klinik-Gruppe wird die Imland gGmbH liquidiert.

## Entwicklung ab 2014
Ab 2014 schrieb die Imland-Klinikgesellschaft Verluste. In einem ersten Schritt trennte sich 2016 das Unternehmen von den Seniorenhäusern in Eckernförde, Nortorf und Jevenstedt, die an die Stiftung Diakoniewerk Kropp und das Diakonische Werk Altholstein GmbH übereignet wurden. Ende 2018 wurde der bestehende Managementvertrag mit der Sana Kliniken AG aufgelöst.
Wegen der weiterhin bestehenden wirtschaftlichen Probleme wurde im Frühjahr 2021 eine Wirtschaftsprüfungsgesellschaft mit einem Gutachten für mögliche Maßnahmen zur Sanierung der Gesellschaft beauftragt. Im Ergebnis wurden Mitte 2021 zunächst drei Szenarien vorgestellt, die von der unveränderten Beibehaltung der medizinischen Versorgung an beiden Standorten bis hin zur Aufgabe des stationären Betriebs in Eckernförde reichten. Je nach Szenario schwankten die notwendigen Beiträge allein der Gesellschafter zwischen 42 und 55 Millionen Euro für die Sicherung der Gesellschaft. Zugleich lag ein Arbeitsplatzabbau zwischen 100 und 400 Vollzeitstellen den Szenarien zugrunde. Kurz darauf wurde als vierte Variante ein kompletter Klinikneubau an der Bundesautobahn 7 bei Rendsburg ins Gespräch gebracht. Hiergegen sprach sich die Stadt Rendsburg aus. Anfang 2022 wurden weitere Varianten durch die Gesellschaft vorgestellt, darunter das Szenario 5, welches zwar den Erhalt beider Standorte zum Gegenstand hat, jedoch in Eckernförde die Konzentration auf ein internistisch-altersmedizinisches und psychiatrisches Angebot inklusive Schmerztherapie und Notfallambulanz vorsieht. In Rendsburg sollen demnach die anderen Abteilungen zusammengeführt werden. Die Schleswig-Holsteinische Landesregierung signalisierte hierzu ihre Zustimmung und stellte eine finanzielle Unterstützung in Aussicht. Der Kreistag von Eckernförde-Rendsburg beschloss die Umsetzung des Szenarios 5 im Februar 2022.
Doch hiergegen regte sich Widerstand. Es wurden für ein Bürgerbegehren Unterschriften gesammelt, dessen Ziel der Erhalt der Grund- und Regelversorgung mit zentraler Notaufnahme, Allgemein- und Unfallchirurgie, Innerer Medizin, Gynäkologie, Geburtshilfe sowie Geriatrie am Standort Eckernförde sowie der Psychiatrie am Standort Rendsburg ist. 11.300 gültige Unterschriften wurden vorgelegt, sodass das Bürgerbegehren erfolgreich war. Der entsprechend folgende Bürgerentscheid fand am 6. November 2022 statt. Bei einer Beteiligung von 29,5 Prozent der Stimmberechtigten votierte eine Mehrheit von 67,5 Prozent für den unveränderten Erhalt der beiden Klinikstandorte. Daraufhin beantragte Anfang Dezember 2022 die Klinik ein Schutzschirmverfahren in Eigenverwaltung, da eine Insolvenz drohe. Durch diesen Schritt ist die Klinik an den Bürgerentscheid nicht mehr gebunden. Die Klinik legte dem Land dennoch Vorschläge zur Umsetzung des Bürgerentscheides vor, die jedoch vom Landeskrankenhaus-Ausschuss, der sich aus Vertretern von Kliniken, Kommunen, Kassen und Gesundheitsministerium zusammensetzt, abgelehnt wurden. Der Landkreis schlug im Januar 2023 die Umstrukturierung des Klinikums Eckernförde in ein intersektorales Gesundheitszentrum zur erweiterten ambulanten Versorgung vor. Dies lehnte die Stadt Eckernförde umgehend ab und forderte eine Lösung nahe am Bürgerentscheid.
Im März 2023 unterbreitete das Städtische Klinikum in Kiel ein Übernahmeangebot für die Imland Kliniken. Doch der Kreistag entschied sich gegen diese Fusion im öffentlichen Bereich und für eine Privatisierung.
Mit Wirkung zum 1. August 2023 hat die Schön Klinikgruppe beide Imland Kliniken übernommen. Mit Ausnahme der Geburtshilfe will der neue Eigentümer in Eckernförde alle Abteilungen weiterführen. Nur wenige Wochen nach der Übernahme hat der neue Besitzer Umstrukturierungen und Teilschließungen einzelner Abteilungen wie der Chirurgie, der Zentralen Notaufnahme und der Intensivstation angekündigt.